# Албунюелас
Албунюелас (на испански: Albuñuelas) е населено място и община в Испания. Намира се в провинция Гранада, в състава на автономната област Андалусия. Общината влиза в състава на района (комарка) Вале де Лекрин. Заема площ от 140 km². Населението му е 836 души (по данни към 1 януари 2017 г.). Разстоянието до административния център на провинцията е 38 km.

## Демография
| 1930 | 1940 | 1950 | 1960 | 1970 | 1981 | 1991 | 2001 | 2005 | 2011 | 2017 |
| ---- | ---- | ---- | ---- | ---- | ---- | ---- | ---- | ---- | ---- | ---- |
| 2472 | 2413 | 2426 | 2300 | 1980 | 1595 | 1367 | 1156 | 1102 | 949  | 836  |